# Hrabstwo Mellette
Hrabstwo Mellette (ang. Mellette County) – hrabstwo w stanie Dakota Południowa w Stanach Zjednoczonych. Obszar całkowity hrabstwa obejmuje powierzchnię 1309,75 mil² (3392,24 km²). Według szacunków United States Census Bureau w roku 2009 miało 2042 mieszkańców.
Hrabstwo powstało w 1909 roku. Na jego terenie znajdują się następujące gminy (townships): Bad Nation, Blackpipe, Butte, Cody, New Surprise Valley, Norris, Prospect, Red Fish, Ring Thunder, Riverside, Rocky Ford, Running Bird, Surprise Valley.

## Miejscowości
- White River
- Wood

## CDP
- Corn Creek
- Norris